# Józef Jakóbkiewicz
Józef Jakóbkiewicz (ur. 1892 w Permie (Rosja), zm. 9 lipca 1953 w Łodzi) – polski lekarz i działacz społeczny, organizator pierwszego żeglarskiego hufca harcerzy polskich („Hufiec Syberyjski”), współzałożyciel i wiceprezes Polskiego Komitetu Ratunkowego Dzieci Dalekiego Wschodu, założyciel Zakładu Wychowawczego dla Dzieci Syberyjskich w Wejherowie i pierwszej polskiej placówki, zajmującej się medycyną tropikalną (Instytut Medycyny Morskiej i Tropikalnej w Gdyni).

## Życiorys
Urodził się w Permie, mieście nad Kamą. Był synem polskiego zesłańca-Sybiraka. W Rosji spędził dzieciństwo i młodość. Skończył studia medyczne w Moskwie. Odbył 3 lata zawodowej praktyki w trudnych wojennych warunkach, m.in. w szpitalach polowych. Od listopada 1918 r. mieszkał we Władywostoku, gdzie otrzymał stanowisko naczelnego lekarza sanitarnego. Poza pracą zawodową zajmował się działalnością społeczną i narodową. Zgromadził nad zatoką Złoty Róg liczne polskie dzieci – osierocone, zagubione, ubogie. Zorganizował dla nich pierwszy polski harcerski hufiec o profilu żeglarskim, nazwany „Hufcem Syberyjskim”. Od roku 1919 działał w Komitecie Ratunkowym Dzieci Dalekiego Wschodu, który utworzył wspólnie z Anną Bielkiewiczową. Był organizatorem repatriacji setek polskich dzieci z Władywostoku przez Japonię i Stany Zjednoczone do wolnej Polski. W Wejherowie zorganizował dla tych dzieci i prowadził Zakład Wychowawczy dla Dzieci Syberyjskich w Wejherowie. Po zakończeniu jego działania pracował w Państwowym Zakładzie Higieny (PZH), tworząc i prowadząc w Gdyni jego filię, specjalizującą się w medycynie tropikalnej. Jest uznawany za pioniera tej dziedziny medycyny w Polsce. W sierpniu 1939 r. w drodze do Afryki, dokąd udawał się służbowo na statku "Chrobry", ożenił się ze swoją wychowanką Władysławą Połońską. Ze związku tego urodziło się dwoje dzieci Irena i Rafał. W listopadzie 1939 r. przedostał się do Francji. W latach 1941–1945 przebywał w Grenoble, gdzie kierował sekcja demograficzną studiów specjalnych Polskiego Czerwonego Krzyża. Po powrocie do Polski mieszkał i pracował w Cieplicach Śląskich. Zmarł w Łodzi 9 lipca 1953 r. Został pochowany na cmentarzu Powązkowskim (kwatera 93-6-7).

### Władywostok i Wybrzeże Złotego Rogu (Hufiec Syberyjski)

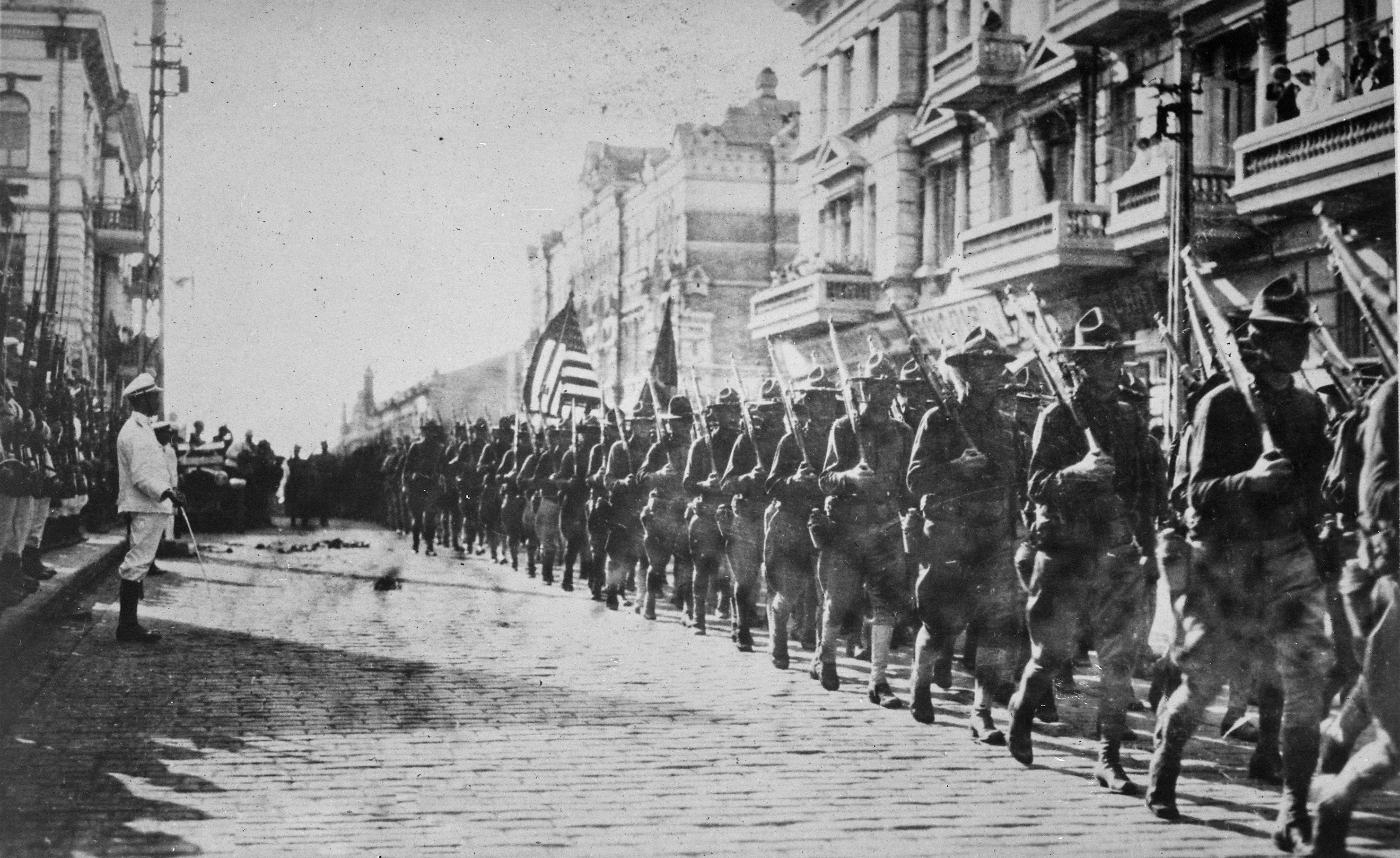
Żołnierze amerykańscy we Władywostoku w roku 1918 (front dalekowschodni wojny domowej w Rosji)

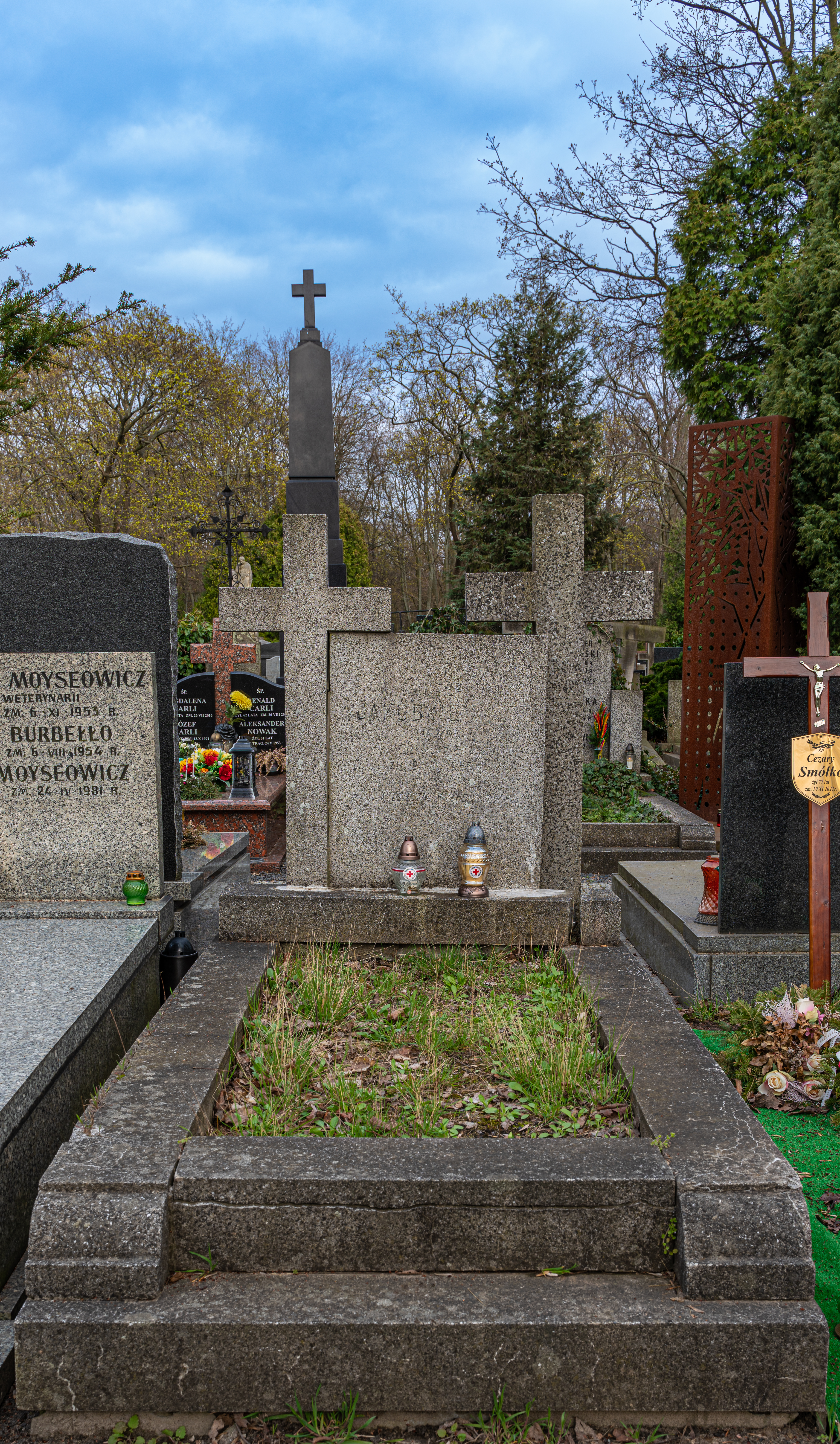
Grób Józefa Jakóbkiewicza na cmentarzu Powązkowskim

W latach rewolucji październikowej i wojny domowej w Rosji, na rosyjskim Dalekim Wschodzie panował głód i epidemie. W tym rejonie, m.in. miastach Władywostok, Czyta, Harbin, przebywało wówczas ok. 50 tys. Polaków (według części źródeł ok. 200 tys.) – rodziny Sybiraków, rodziny budowniczych i pracowników Kolei Transsyberyjskiej, przesiedleńcy z Kongresówki. Po upadku caratu zapanował groźny dla Polaków krwawy terror. Szczególnie trudny był los ok. 5 tys. polskich dzieci – osieroconych lub oderwanych od rodzin, zrozpaczonych, wygłodzonych, bez ubrań umożliwiających przetrwanie mrozów, często chorych (panował tyfus).
Młody dr Józef Jakóbkiewicz przybył do Władywostoku w roku 1918 z zadaniem walki z groźbą epidemii. Jako naczelny lekarz sanitarny starał się dotrzeć do jak największej liczby dzieci, błąkających się w tym rejonie, i zapewnić im bezpieczeństwo. Zapewniał nie tylko wyżywienie, odzienie i opiekę medyczną; uważał, że jest konieczne organizowanie zajęć sportowych. Dużą wagę przywiązywał do sportów wodnych: pływania, wiosłowania, a przede wszystkim do żeglarstwa – sportu poprawiającego kondycję fizyczną i psychiczną oraz kształtującego charaktery. Doprowadził nie tylko do zwielokrotnienia liczebności działających od roku 1917 polskich drużyn harcerskich (przyłączyło się kilkuset członków z nowych ośrodków opiekuńczych); zmienił też formy harcerskiej pracy. Postarał się, aby przyjaciele japońscy udostępnili kilka szalup wiosłowo-żaglowych, w tym jedną („Fala”) – z ożaglowaniem lugrowym. Organizował pierwsze polskie wakacyjne obozy żeglarskie na Wyspie Rosyjskiej. Na wschodnich granicach Azji – wybrzeżu zatoki Złoty Róg – powstał w ten sposób pierwszy żeglarski harcerski hufiec – „Hufiec Syberyjski”. Żeglarskie szkolenia, które prowadzono dwa lata, przeszło w nim kilkaset osób (między nimi np. Jadwiga Skąpska-Truscoe – przyszła organizatorka kobiecego żeglarstwa bałtyckiego, kapitan „Grażyny”).

### Repatriacja polskich dzieci z Dalekiego Wschodu
Kolejnym zadaniem opiekunów sierot syberyjskich było zorganizowanie ich podróży do Polski. W roku 1919 Anna Bielkiewiczowa i Józef Jakóbkiewicz utworzyli w tym celu Komitet Ratunkowy Dzieci Dalekiego Wschodu; Anna Bielkiewiczowa została jego prezesem, a dr Jakóbkiewicz – wiceprezesem. Zajął się w pierwszej kolejności ewakuacją dzieci z okolic Bajkału, gdzie panowała epidemia tyfusu. Z wyprawy do Czyty przywiózł wkrótce pierwszą grupę 98 wycieńczonych dzieci, jednak napotkano trudności z ich zakwaterowaniem. Było to konsekwencją wycofywania z Władywostoku placówek Amerykańskiego Czerwonego Krzyża (wstępnie obiecującego swoje baraki). Dzięki ofiarności Polaków znaleziono tymczasowe rozwiązanie problemów (m.in. Edward Sienkiewicz udostępnił 80 chorym dzieciom swoją podmiejską willę), ale niezbędna było podjęcie poszukiwań innych sponsorów. Dr Jakóbkiewicz udał się do Stanów Zjednoczonych; w Chicago otrzymał od Polonii obietnicę przyjęcia pod opiekę 300 dzieci i pokrycia kosztów ich przewozu. Równocześnie Anna Bielkiewicz poszukiwała pomocy w Japonii (w tym czasie japońskie oddziały ekspedycyjne, wspomagające walkę z bolszewikami, nie były jeszcze wycofane z Syberii, a w miejscach stacjonowania tych oddziałów działały placówki Japońskiego Czerwonego Krzyża). W czerwcu 1920 r. japońskie władze zagwarantowały zakwaterowanie 300 dzieci do czasu ich wyjazdu do Ameryki.
Rzeczywista pomoc Japonii znacznie przekroczyła pierwotne deklaracje. W latach 1920–1922 japońskie statki przewiozły do portu Tsuruga 763 polskie dzieci. Były one goszczone w Tokio i Osace z wielką troską o ich zdrowie i samopoczucie; do Stanów Zjednoczonych były ekspediowane po odzyskaniu zdrowia. Polscy opiekunowie starali się przybliżyć gościnnym gospodarzom dzieje Polski i losy małych Polaków. Wydawano przez 10 miesięcy – w 3 językach (polskim, japońskim i angielskim) – ilustrowane czasopismo „Echo Dalekiego Wschodu”, wydano również historię Polski w języku japońskim i zamieszczano w japońskich czasopismach przetłumaczone na ten język polskie opowiadania.
Po wyjeździe 370 polskich dzieci do Ameryki – z dr. Jakóbkiewiczem – Japoński Czerwony Krzyż przeznaczył środki na przewóz kolejnych 400, przez Ocean Indyjski, Kanał Sueski, Morze Śródziemne, Ocean Atlantycki, Morze Północne i Bałtyk do Gdańska (wówczas portu niemieckiego). Organizacją tej podróży zajął się ponownie dr Jakóbkiewicz, który wrócił do Japonii po rozlokowaniu pierwszej grupy w Stanach Zjednoczonych.
Kolejna grupa 117 syberyjskich dzieci przybyła do Polski z Anną Bielkiewicz drogą lądową – uruchomioną już wówczas koleją. Zostały przywitane na granicy swego kraju przez J. Jakóbkiewicza, który wcześniej – dla grup sprowadzonych drogą morską – uzyskał budynki w Wejherowie.

### Wejherowo i Hel
W pierwszym okresie pobytu dzieci w kraju Anna Bielkiewiczowa i J. Jakóbkiewicz, z pomocą polskich władz i wielu innych osób, starali się, aby wszyscy podopieczni znaleźli możliwość nauki i życia w przychylnym środowisku. Oboje opiekunowie różnymi metodami informowali społeczeństwo o historii swoich podopiecznych, budząc zainteresowanie ich losem. Powrócili do wydawania gazetki-jednodniówki „Echa z Dalekiego Wschodu”, w której opisywali wydarzenia z przeszłości i relacjonowali aktualną sytuację. Młodzi repatrianci otrzymali liczne dowody współczucia. W Polsce powstawały Oddziały Komitetu Ratunkowego dla dzieci Dalekiego Wschodu, Polacy przekazywali żywność, podręczniki, ubrania; wiele osób poświęcało swój czas organizując kursy zawodowe, zajęcia artystyczne, spotkania świąteczne.
Stworzony we Władywostoku Hufiec Syberyjski w roku 1923 wznowił działalność na wybrzeżu Bałtyku. Letnie obozy pod namiotami – dla ok. 300 osób w każdym sezonie – organizowano na cyplu Mierzei Helskiej. Dr. Jakóbkiewiczowi udało się uzyskać zgodę na korzystanie z szalup wiosłowych i wiosłowo-żaglowych Marynarki Wojennej. Stara szalupa ratunkowa została przebudowana na własny jacht – kecz z czerwonymi żaglami nazwany „Beniowski”, którego bosmanem był Aleksander Bereśniewicz (zob. Conrady 2002). Ze Stoczni Gdańskiej czarterowano duży jacht nazwany „Falą”, dla upamiętnienia pierwszej „Fali” z Władywostoku. Oboźnym i komendantem części turnusów był hm. Gregorkiewicz. Syberyjska wychowanka J. Jakóbkiewicza, Jadwiga Skąpska, opiekowała się obozami organizowanymi dla harcerek.
W latach 1923–1928 w Hufcu Syberyjskim przeszło szkolenie żeglarskie 406 harcerzy na 153 rejsach. J. Jakóbkiewicz przestał prowadzić rejsy, gdy po jednym z nich – w trudnych warunkach, które uznał za wyzwanie dla siebie i harcerzy – nie zdołał bezpiecznie wprowadzić „Beniowskiego” do portu (poszycie uległo zniszczeniu, lecz załoga o własnych siłach dopłynęła do brzegu).
Zakład Wychowawczy w Wejherowie zlikwidowano w roku 1928. Działalność wychowawczą kontynuowano w różnych miejscowościach.

### Instytut Medycyny Morskiej i Tropikalnej
W następnych latach Józef Jakóbkiewicz zajął się przede wszystkim medycyną morską i tropikalną. Od roku 1935 zorganizował gdyńską filię Państwowego Zakładu Higieny i objął jej kierownictwo. Do roku 1937 w placówce wykonywano badania żywności, a od lipca 1937 r. również badania bakteriologiczne; zorganizowano też kurs helmintologii. Specjalnością filii, odtąd nazwanej Instytutem Higieny Morskiej i Tropikalnej, stała się medycyna tropikalna. W tym zakresie utrzymywano ścisłą współpracę z Sanitariatem Portowym, Ubezpieczalnią Społeczną i Sanitariatem Miejskim. Na terenie szpitala kwarantannowego utworzono „pracownię przeciwdżumową” (zob. dżuma). Badano pracowników zakładów rybnych pod kątem nosicielstwa i marynarzy – w pracowni wenerycznej (zob. choroby weneryczne). Niedługo przed wybuchem II wojny światowej utworzono specjalistyczną bibliotekę i przystąpiono do tworzenia muzeum parazytologii i chorób tropikalnych, które miało służyć celom dydaktycznym. Dnia 5 czerwca 1939 r. placówka otrzymała urzędową nazwę „Instytut Medycyny Morskiej i Tropikalnej, filia Państwowego Zakładu Higieny w Gdyni”.
Poza pracą w filii PZH Józef Jakóbkiewicz działał m.in. w Polskim Towarzystwie Pediatrycznym. Na V-go Zjeździe Lekarzy Słowiańskich w Sofii (wrzesień 1936) referaty w sekcji pediatrycznej wygłosili:
- Władysław Szenajch i Jan Bogdanowicz – Błonica,
- Feliks Przesmycki – Mikrobiologia obecnej epidemii błonicy w Polsce,
- Tadeusz Kopeć – Rozwój opieki społecznej nad matką i dzieckiem w Polsce

oraz Józef Jakóbkiewicz – „o odpornialności niemowląt przeciwko błonicy”.

## Publikacje (wybór)
Wybór najbardziej popularnych publikacji:
- 1937 – Etyka rycerska Japonji,
- 1939 – Epidemiologia dżumy na drogach komunikacyjnych Gdyni,
- 1944 – O witaminach, Polska Y. M. C. A.
- 1947 – Baseny kąpielowe zdrojów leczniczych, Lekarski Instytut Naukowo-Wydawniczy
- 1947 – Czynniki wyzwalające powstawanie chorób gośćcowych, wyd. Wiedza
- 1947 – Kąpiele gorących naturalnych źródeł uzdrowiska Cieplice na Dolnym Śląsku, Wydawnictwo Zarządu Państwowych Uzdrowisk Dolnośląskich
- 1947 – Walka z grożącym wyludnieniem w Europie: (system natalistyczny)
- 1948 – Leczenie zdrojowe gośćca w zimie, Lekarski Instytut Naukowo-Wydawniczy
- 1949 – O zapobieganiu zatruciom złotem w chryzoterapii, Lekarski Instytut Naukowo-Wydawniczy
- 1949 – Znaczenie czynników wyzwalających choroby gośćcowe dla akcji zapobiegawczej, Polskie Towarzystwo do Walki z Gośćcem
- 1954 – Cieplice-Zdrój, Państwowy Zakład Wydawnictw Lekarskich

## Upamiętnienie
- W latach 1928–1939 o upamiętnienie osób ratujących dzieci syberyjskie troszczył się Związek Młodzieży z Dalekiego Wschodu, który utworzyli w Warszawie byli wychowankowie Zakładu w Wejherowie. Pierwszym przewodniczącym został Jerzy Strzałkowski (syn Władysława i Stanisławy Strzałkowskich, spokrewnionych z Anną Bielkiewicz), który jako 12-letni chłopiec znalazł się między syberyjskimi dziećmi potrzebującymi pomocy[20]. Związek wydawał gazetę „Sybirak” i „Młody Sybirak” (od października 1938 pod nazwą „Echa z Dalekiego Wschodu”)[21].
- W roku 1980 prof. Aleksander Brodniewicz opublikował w Bulletin of the Institute of Maritime and Tropical Medicine in Gdynia artykuł pod tytułem Józef Jakóbkiewicz M.D., pioneer of maritime and tropical medicine[6].
- W roku 2001 powstał film dokumentalny „Syberyjskie Sny” w reżyserii Ewy Misiewicz z udziałem osób które zostały uratowane z Syberii[22]
- W roku 2003 japoński reżyser Hiroki Hayashi nakręcił (według scenariusza Seiken Tamukai) film „Jesień w Warszawie”, którego głównym bohaterem jest Kamil – chłopiec z grupy „sierot syberyjskich”, który przestał mówić po przeżytej tragedii. Rolę Anny Bielkiewicz zagrała Anna Romantowska[23].
- Szkoła Podstawowa w Starej Wsi w powiecie otwockim nosi imię Polskich Dzieci Syberyjskich[24]